# Romance in Rhythm
Romance in Rhythm é um filme de mistério produzido no Reino Unido, dirigido por Lawrence Huntington e lançado em 1934.